# Comuna Koseniv, Novohrad-Volînskîi
Koseniv (în ucraineană Косенівська сільська рада) este o comună în raionul Novohrad-Volînskîi, regiunea Jîtomîr, Ucraina, formată din satele Koseniv (reședința) și Krainea Derajnea.

## Demografie
Componența lingvistică a comunei Koseniv
     Ucraineană (98,98%)
     Alte limbi (0,9%)
Conform recensământului din 2001, majoritatea populației comunei Koseniv era vorbitoare de ucraineană (98,98%), existând în minoritate și vorbitori de alte limbi.